# Poule de Choumen
La poule de Choumen ou noire de Choumen est une race de poule domestique d'origine bulgare de la province de Choumen. C'est une race fort ancienne qui a été améliorée au XXe siècle par le croisement de poule de Minorque et de poule de Rhode Island.

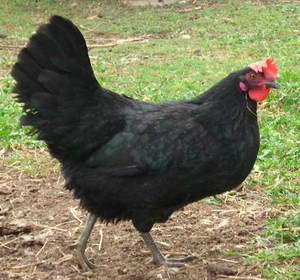
Noire de Choumen de vingt semaines

Comme son nom l'indique, son plumage existe uniquement en noir. La poule pond entre 150 et 160 œufs par an à la coquille blanche de 50 à 52 g en moyenne. La chair de la noire de Choumen est blanche, ses oreillons rouges. Elle est légère, le coq ne devant pas excéder les 2 kg et la poule 1,5 kg. Le centre d'hybridation de l'institut avicole de Stara Zagora s'occupe du suivi scientifique de cette race.

## Sources
1. ↑  (en) « Bulgarian Poultry breeds: Black Shumen hen. », 2011 (consulté le 13 juillet 2011)